# ماثيو إس. جونسون
ماثيو إس. جونسون (بالإنجليزية: Matthew S. Johnson)‏ هو كيميائي أمريكي، ولد في 14 ديسمبر 1966 في كروكستون في الولايات المتحدة.